# Тополя (потік)
Тополя (словац. Topoľa) — річка в Словаччині, ліва притока Топлі, протікає в окрузі Свидник.
Довжина приблизно 9.5-11.0 км. Витік знаходиться в масиві Ондавська височина — на висоті близько 440 метрів — схил Середньої гори. Протікає територією сіл Дуковце; Желмановце; Кукова; Лучка та Крачуновце.
Впадає в Топлю на висоті приблизно 170 метрів.